# Nike (Siegesgöttin)

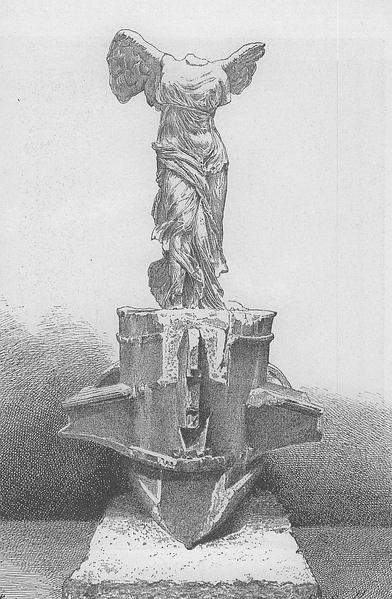
Nike von Samothrake, im Louvre, Paris

Nike (altgriechisch Νίκη Níkē oder Νίκα Níka, deutsch ‚Sieg‘) ist die Siegesgöttin in der griechischen Mythologie. Ihre römische Entsprechung ist Victoria. Zentrum ihres Kultes in Athen war die Akropolis.

## Abstammung
Bei Hesiod und in der Bibliotheke des Apollodor ist Nike die Tochter der Styx und des Pallas. Ihre Geschwister sind Bia („Gewalt“), Zelos („Eifer“) und Kratos („Macht“). Gemeinsam halfen sie Zeus im Kampf gegen die Titanen. In einem orphischen Hymnus wird Ares als ihr Vater genannt. Hyginus hingegen nennt als Eltern der Victoria ebenfalls Styx und Pallas, hier sind ihre Geschwister Scylla, Vis, Invidia, Potestas, Fontes und Lacus.

## Darstellungen

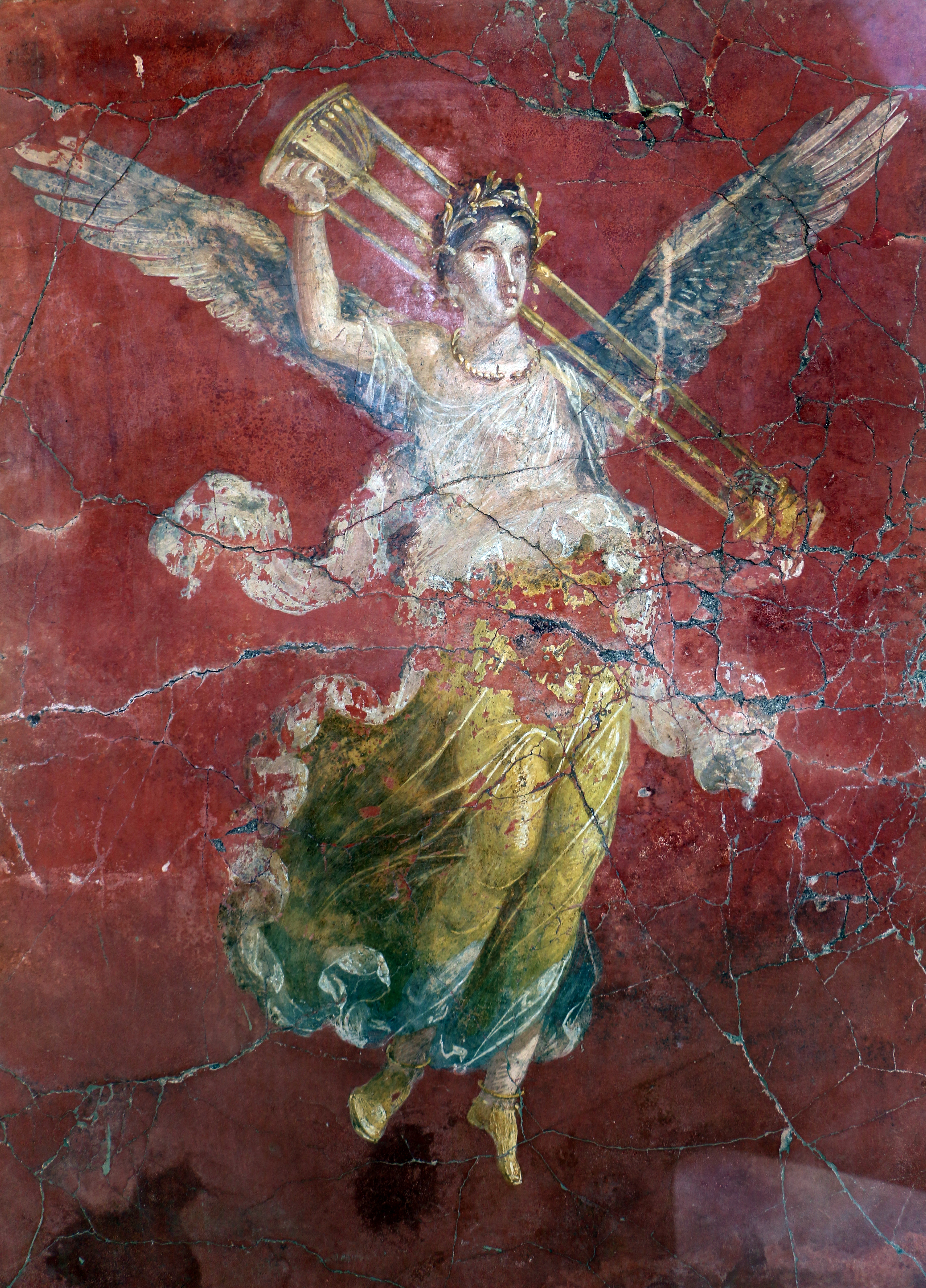
Nike bzw. Victoria auf einem antiken Fresko aus Pompeji

Auf Vasenbildern, in der Reliefplastik, in der Toreutik und auch als Architekturelemente, wie Akrotere, finden sich in den ersten Jahrzehnten des 5. Jahrhunderts v. Chr. unterschiedliche Nikedarstellungen. Im Laufe des 5. Jahrhunderts v. Chr. avanciert Nike zu einem offiziellen Siegesmonument.
In der Kunst wird sie bis auf eine Ausnahme immer geflügelt dargestellt. Häufig bildete man sie auf zum Gedenken an große Siege errichteten Denkmalen ab, wo Zeus oder Athene ihr Abbild auf der Hand tragen, um so zu zeigen, dass jene Götter den Verehrern dieser Statuen den Sieg gewährt hatten.
In der rotfigurigen Vasenmalerei erscheint sie in unterschiedlichen Funktionen, beispielsweise als Spenderin beim Opfer mit einem Dreifuß, aber auch in sepulkralen Kontexten, als Begleiterin von agonalen Wettkämpfen, als Attribut einer siegbringenden Gottheit oder, wie auf einem Bronzeblech des frühen 5. Jahrhunderts v. Chr. dargestellt, als Wagenlenkerin eines Viergespanns. Oft wird die Nike auch als Akroter verschiedener Heiligtümer dargestellt. So trägt eine Akroternike des Asklepiosheiligtums in Epidauros als erklärendes Attribut ein Rebhuhn in ihrer Hand.
Aus der Ikonographie lässt sich kein eindeutiger Aufgabenkreis der Nike erkennen. Auch ändert sich mit dem Ende der Archaik die beinahe stereotype Darstellungsweise der Nike im Knielaufschema, sodass neben weiteren aufkommenden Bewegungsmotiven auch der Wirkungsbereich der Nike wächst. Die Darstellung in Verbindung mit einem militärisch errungenen Sieg bildet in der Vasenmalerei allerdings nur einen geringen Aspekt ihres Wesens.
In der Rundplastik hingegen ist dieser Punkt der einzige Aspekt, der Beachtung findet. Dies ergibt sich aus der Aufstellung der Nikedarstellungen als Anatheme. Hier erscheint sie als Einzelfigur ohne Attribute.
Man sieht Nike mit verschiedenen Gegenständen: Manchmal mit einer Kithara (Lyra) und einer Phiale, mit einem Thymiaterion (Weihrauchbrenner) und einer Blume, mit einer Schärpe oder mit einem Krug (Oinochoe) beim Trankopfer am Altar.

## Bilder

Nikestatuen
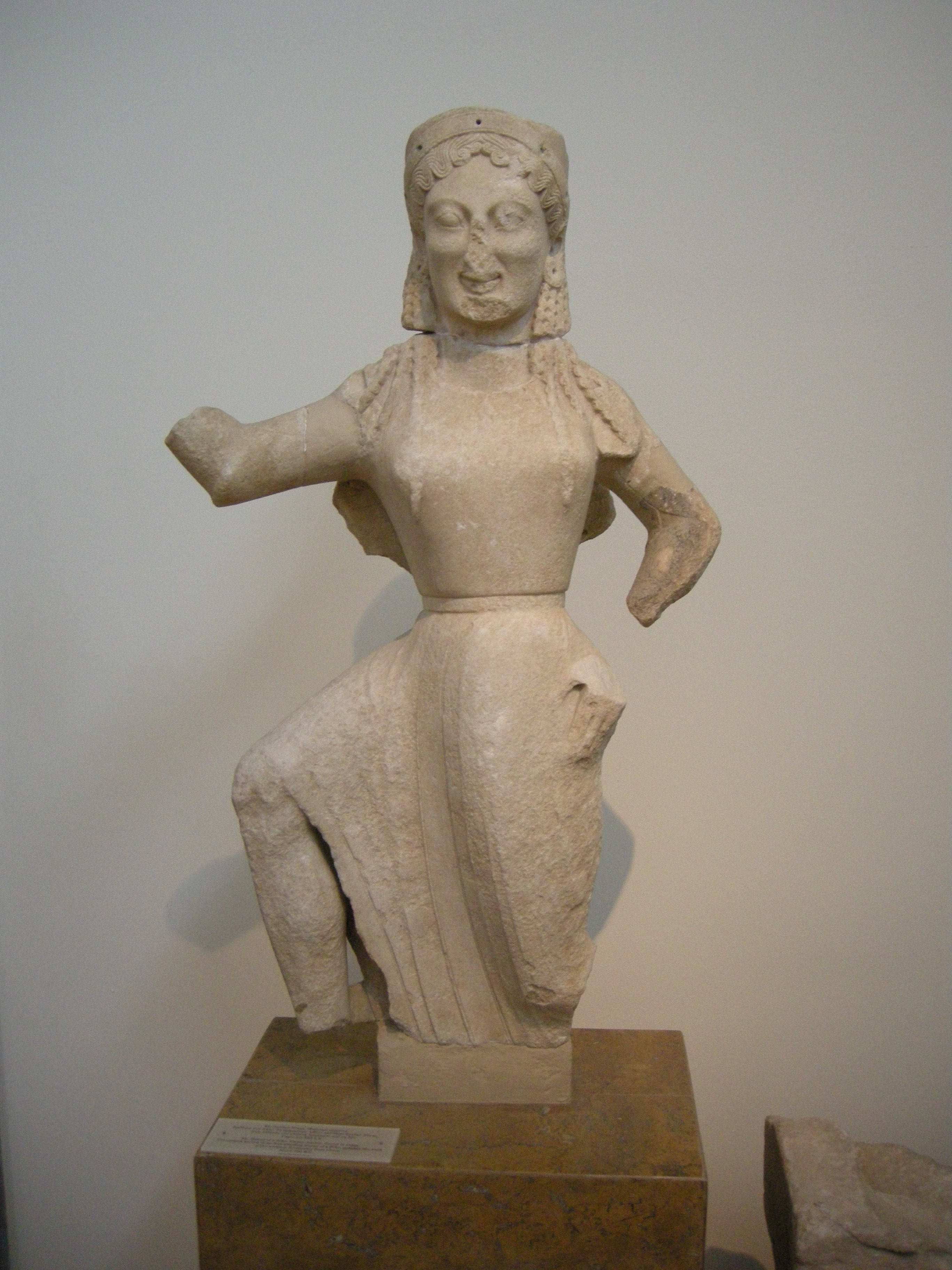
Nike aus Delos, 6. Jahrhundert v. Chr.
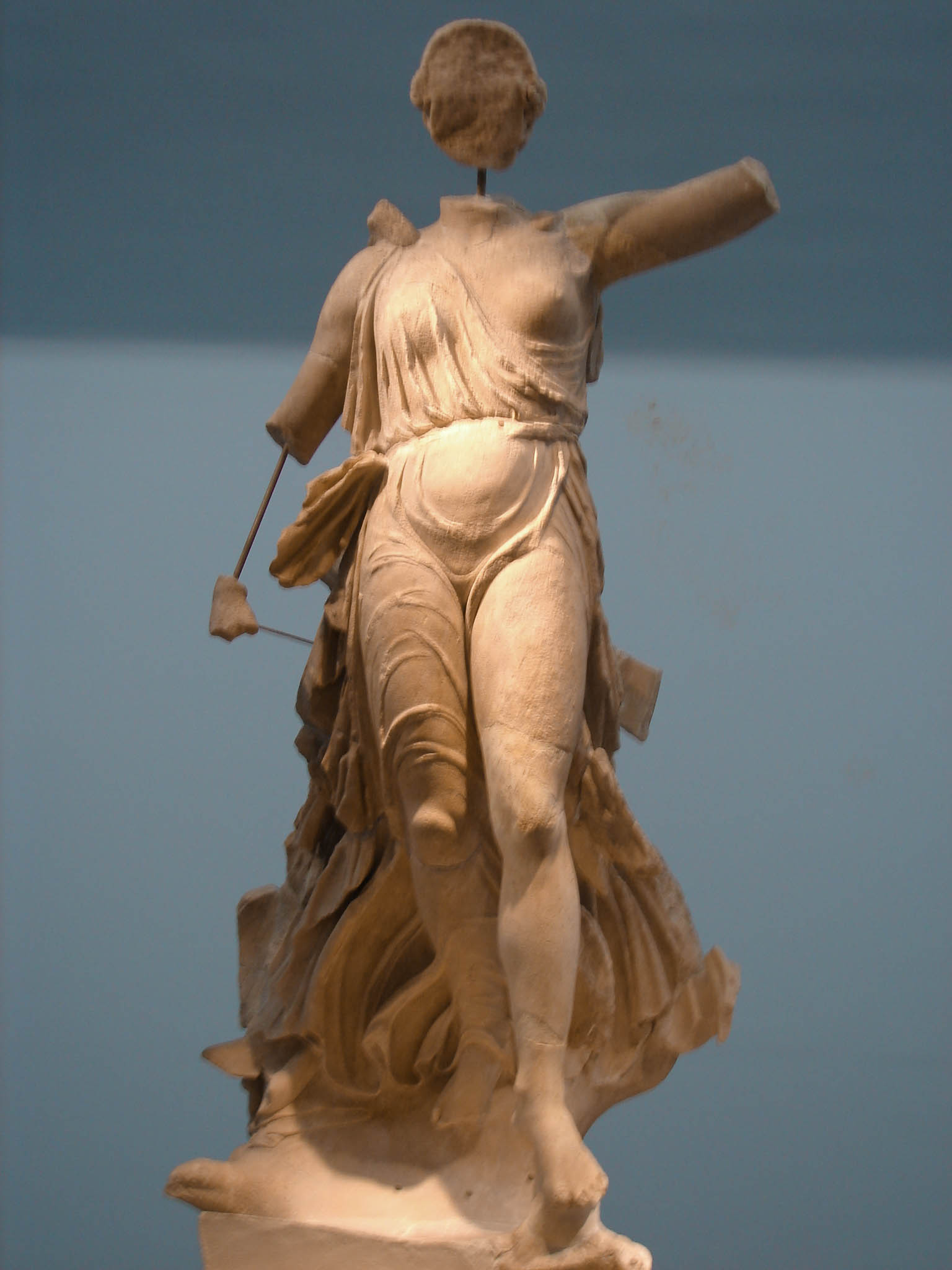
Nike des Paionios
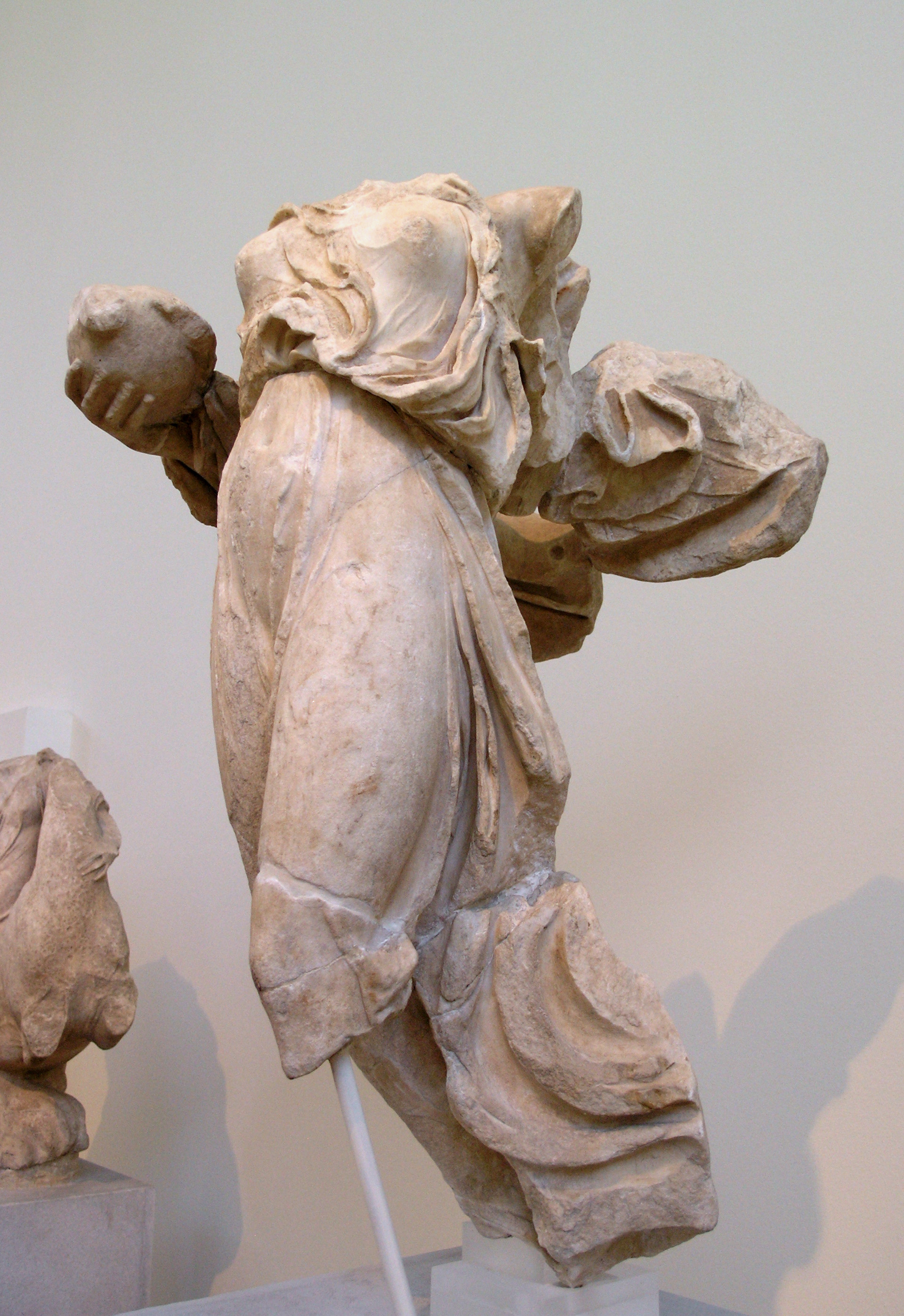
Nike aus Epidauros
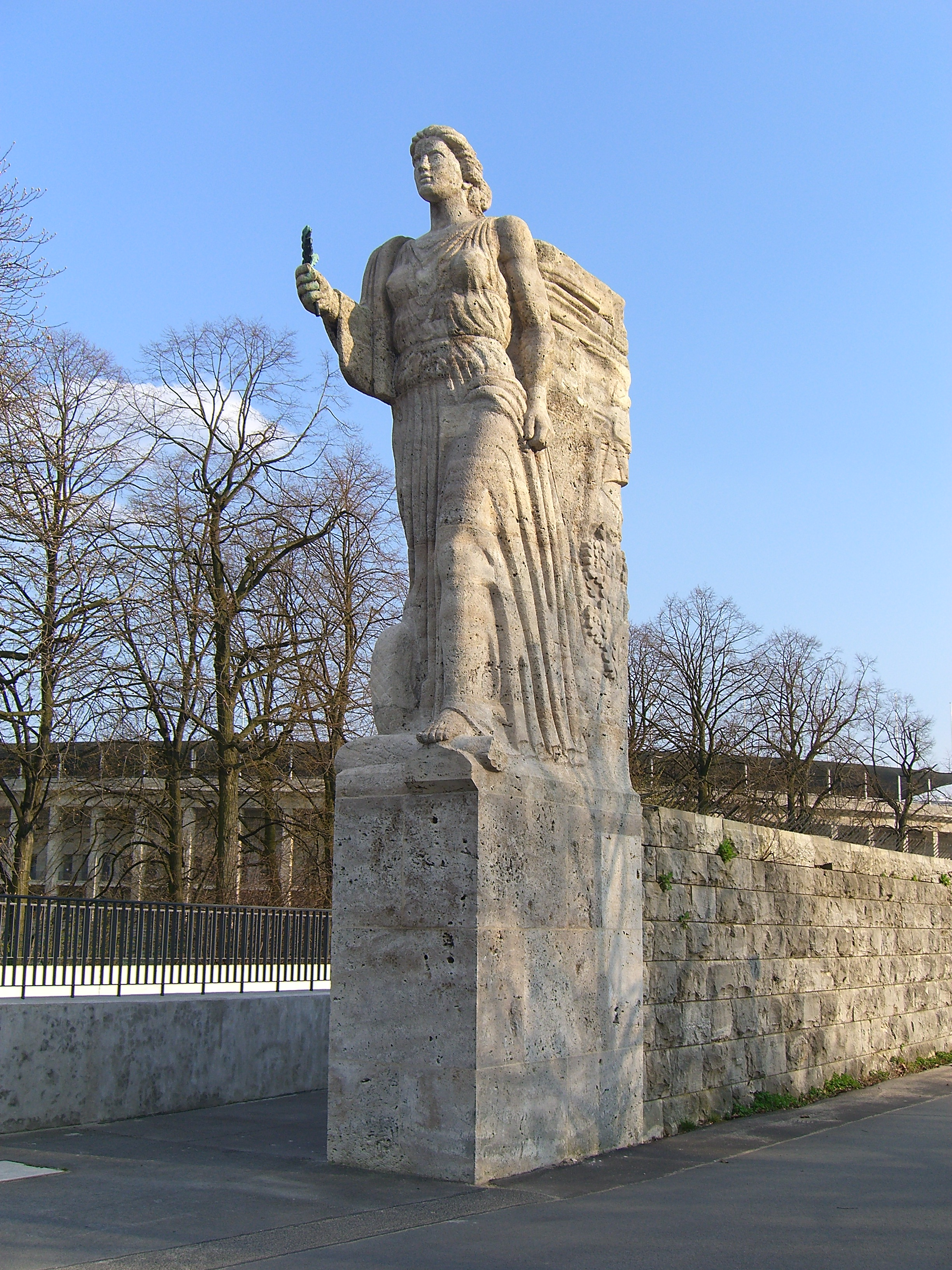
Deutsche Nike auf dem Berliner Olympiagelände
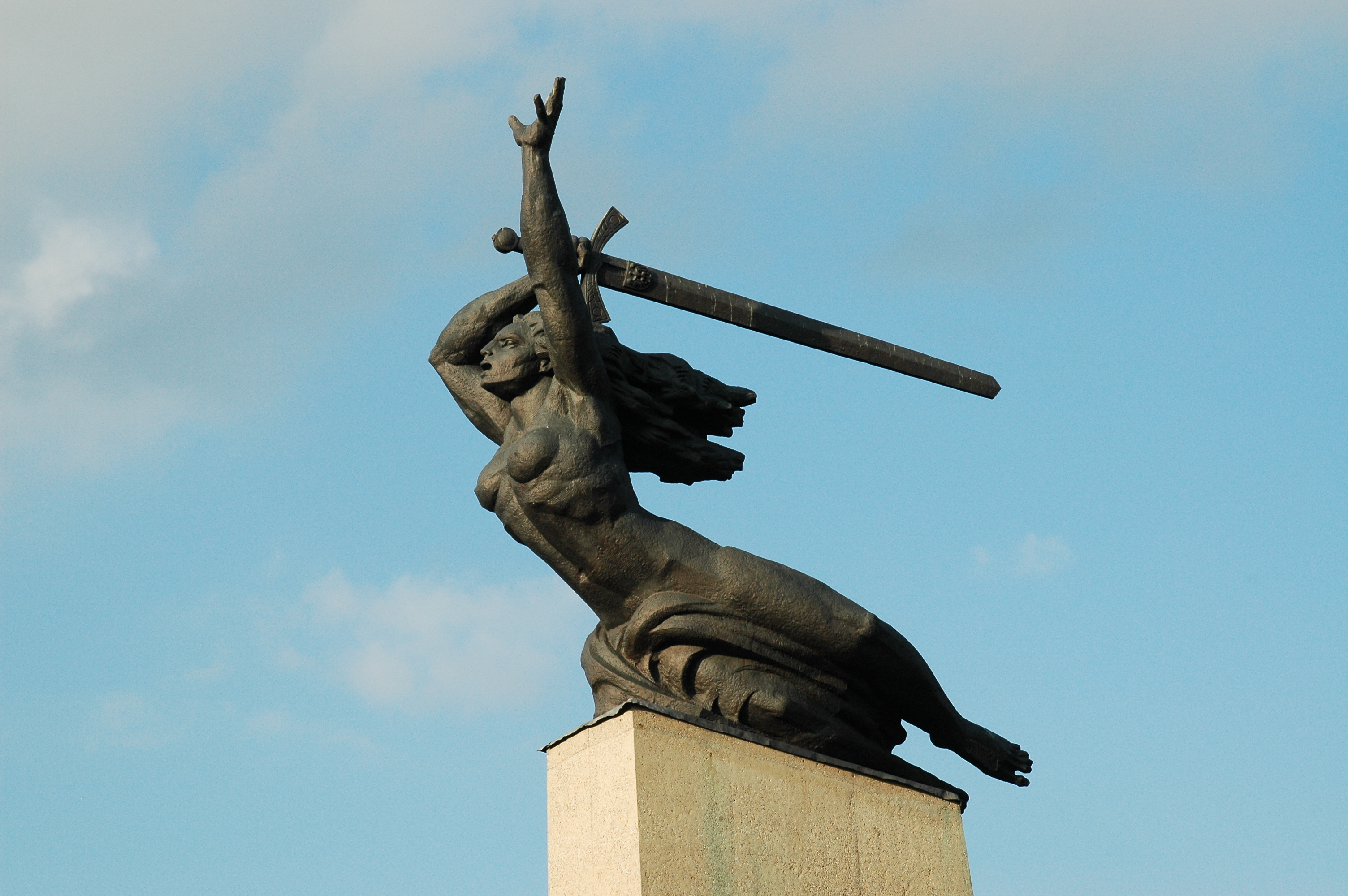
Warschauer Nike: „Den Helden Warschaus 1939–1945“
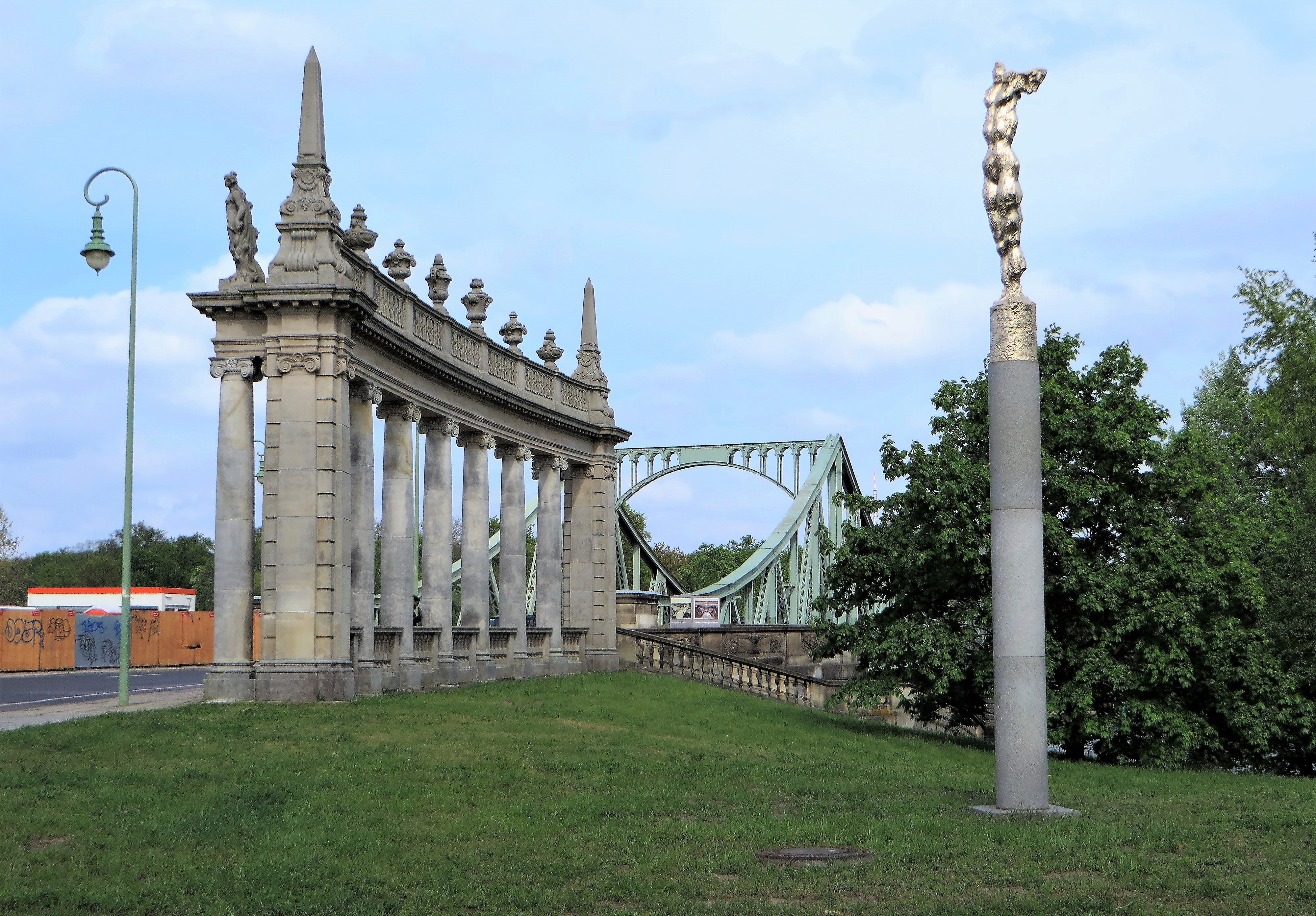
Nike ’89 an der Glienicker Brücke, Potsdam
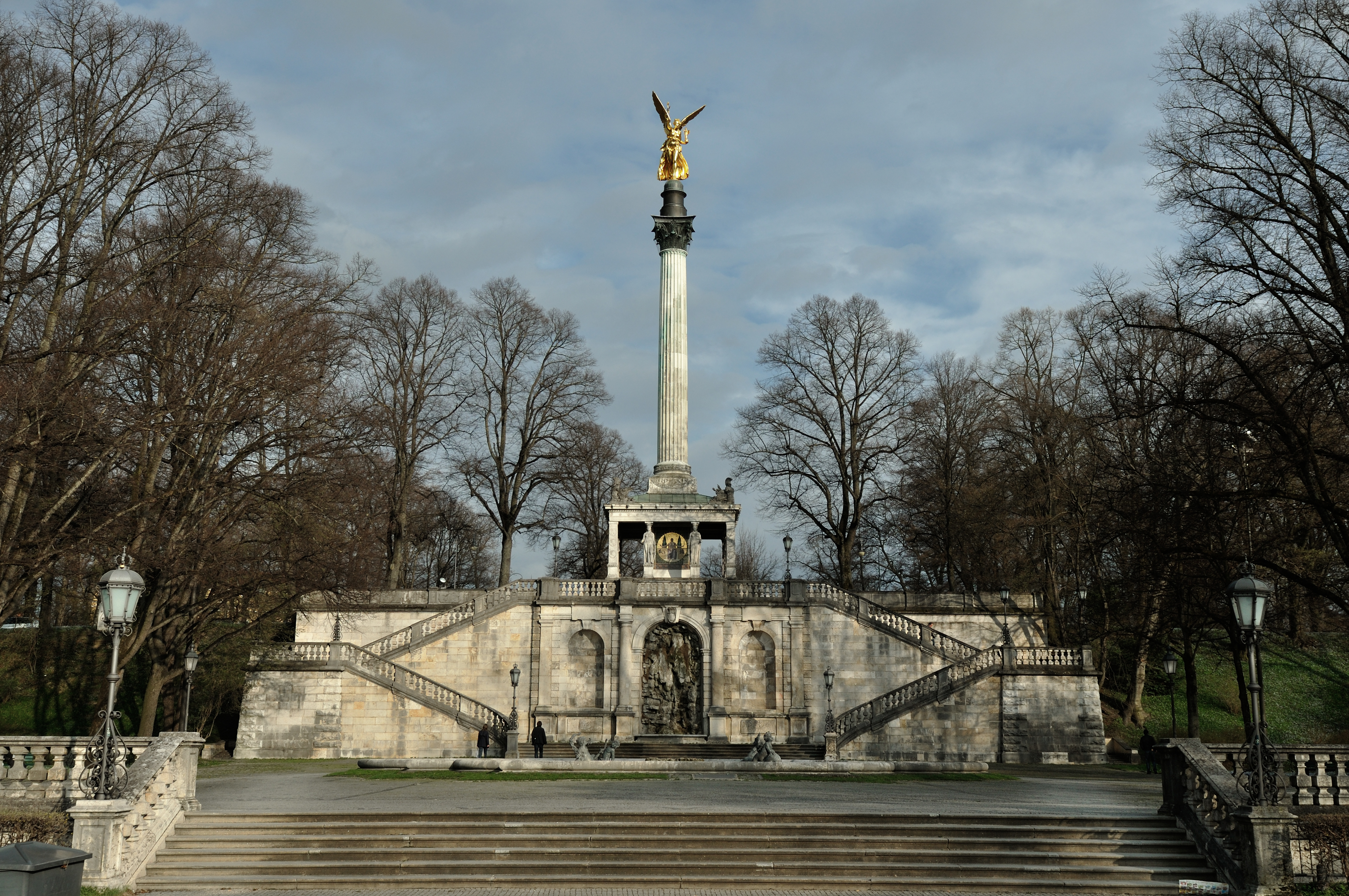
Münchner Nike Friedensengel
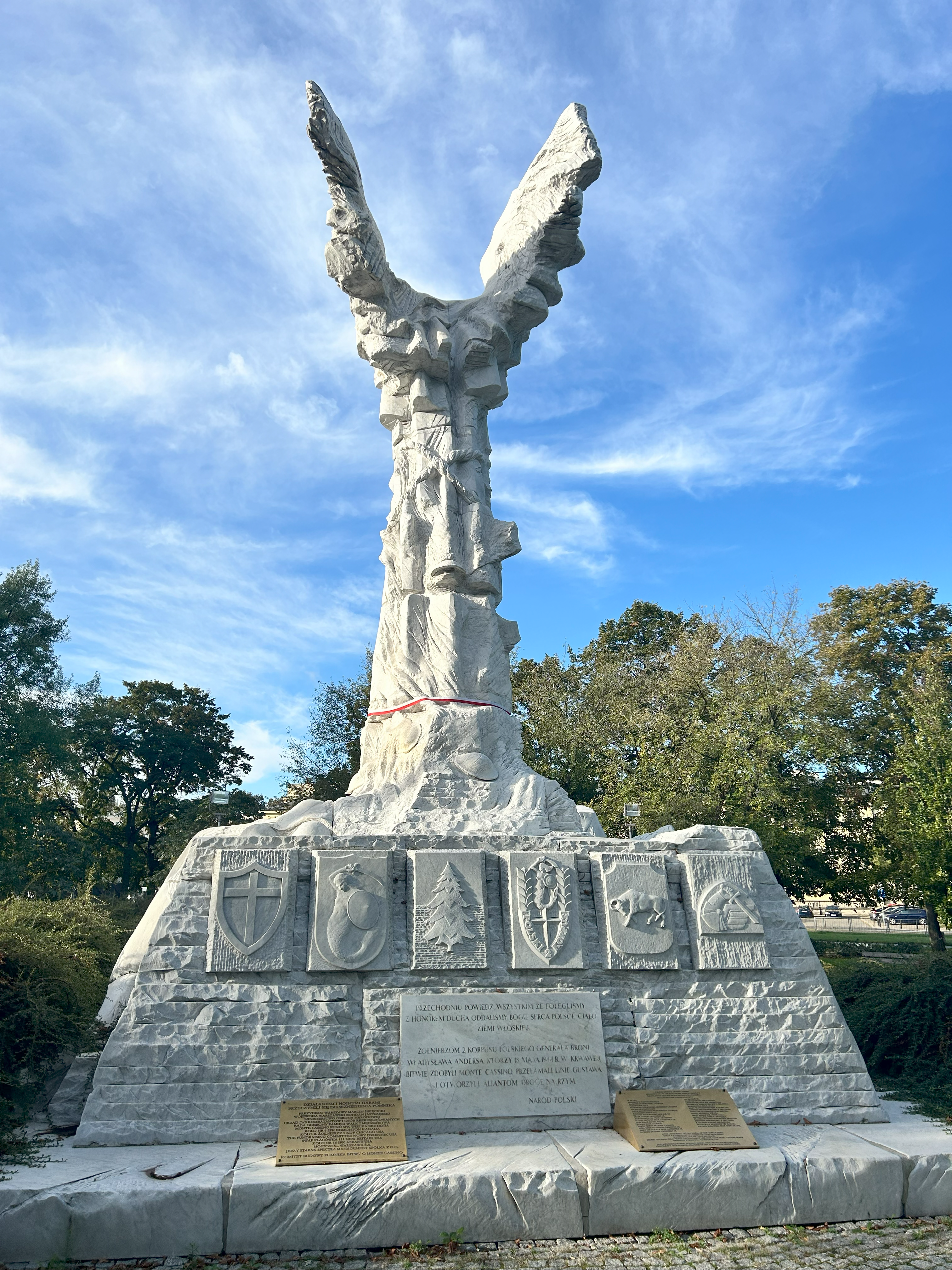
Denkmal der Schlacht bei Monte Cassino (Warschau)